# Монте (Алесандрија)
Монте је насеље у Италији у округу Алесандрија, региону Пијемонт.
Према процени из 2011. у насељу је живело 272 становника. Насеље се налази на надморској висини од 158 м.